# مهدی موش
مهدی خان یا مهدی موش (درگذشت: ۱۳۰۵ هجری قمری)، و مستخدمین دربار ناصری و از اعضای صندوقخانه و فراشخانه شاهی بوده‌است. وی سپس به یکی از متمولین و ثروتمندان بزرگ تهران تبدیل شد و آثار عام المنفعه‌ای نیز از خود به یادگار نهاد.
گذر مهدی موش یا بازارچه مهدی موش در بافت کهن شهر تهران قدیم، که محله‌ای نیز به نام محله بازارچه مهدی موش در اطرافش قرار گرفته و زادگاه برخی از مشاهیر ایران همچون علی‌اکبر سیاسی به‌شمار می‌رود، به خاطر وی بدین نام خوانده شده‌است.

## زندگی‌نامه
مهدی موش در دوران کودکی نزد آقامحمدحسن، صندوقدار شاه بود. وی اندک اندک از طریق معامله و داد و ستد با افراد و به قول مهدی بامداد «بواسطهٔ مرابحات و معاملات با مردم»، به سود بسیار دست یافت و مرد ثروتمند و متمولی شد. ثروت بسیار و کار و بار خوب وی، باعث شد که به مردم پول قرض بدهد و به همین دلیل در اواخر خدمتش در دربار ناصرالدین شاه قاجار، به فراشخانه شاهی پیوست تا بتواند مطالبات خویش را از آن‌ها وصول کند.
مهدی موش در اواخر عمر، به دین و مذهب روی آورد و به گفته بامداد: «در اواخر عمر، شد عابد و زاهد و مسلمانا ... !»، در این دوران وی در تهران مسجدی ساخت که به نام خود او، مسجد مهدی موش خوانده می‌شد. وی عمری طولانی داشت و در سال ۱۳۰۵ هجری قمری، پس از رفتن به عتبات عالیات و بازگشت از آنجا، در تهران درگذشت.
ناصرالدین شاه پس از شنیدن خبر مرگ او، حکم کرد که خانهٔ وی واقع در اواخر خیابان شاهپور (وحدت اسلامی کنونی) را مُهر و موم کنند و از ثروت و دارائی مهدی موش، به ویژه از پول‌های نقد وی، بهرهٔ بسیار برد.

## وجه تسمیه
درمورد این که چرا این فرد با لقب «موش» معروف شده‌است، دو دلیل مطرح شده‌است. دلیل نخست اینکه گفته می‌شود وی قیافه‌ای شبیه به موش داشته و دارای اندامی بسیار ریز و کوچک و صدایی بسیار زیر و نازک بوده‌ است و به همین سبب، از کودکی با عنوان مهدی موش خوانده می‌شده‌ است.
دوم اینکه چون مهدیخان به طلا و پول علاقه و اشتیاق بسیاری داشته و ثروت بسیاری اندوخته بوده‌ است، بدین نام معروف شده و صفت موش گرفته‌است. چرا که در بین عوام مشهور است که موش جانوریست که به طلا علاقه زیاد دارد و هرجا که ببیند و بیابد، برای خود جمع‌آوری می‌کند. از این روی مهدیخان به موش تشبیه شده‌ است.

## منبع
- بامداد، مهدی (۱۳۴۷)، شرح حال رجال ایران در قرن ۱۲ و ۱۳ و ۱۴ هجری(جلد 5)، تهران: زوار